# Луки (лісовий заказник)
Лу́ки — лісовий заказник місцевого значення в Україні. Об'єкт розташований на території Новомиргородського району Кіровоградської області, на схід від села Оситняжка. 
Площа 65 га. Статус присвоєно згідно з рішенням Кіровоградської обласної ради № 56 від 21.02.1991 року. Перебуває у віданні ДП «Оникіївський лісгосп» (Новомиргородське лісництво, кв. 2). 
Статус присвоєно для збереження лісового масиву, у деревостані якого переважають акація біла, гледичія колюча, дуб.